# Sonate pour flûte (BWV 1031)

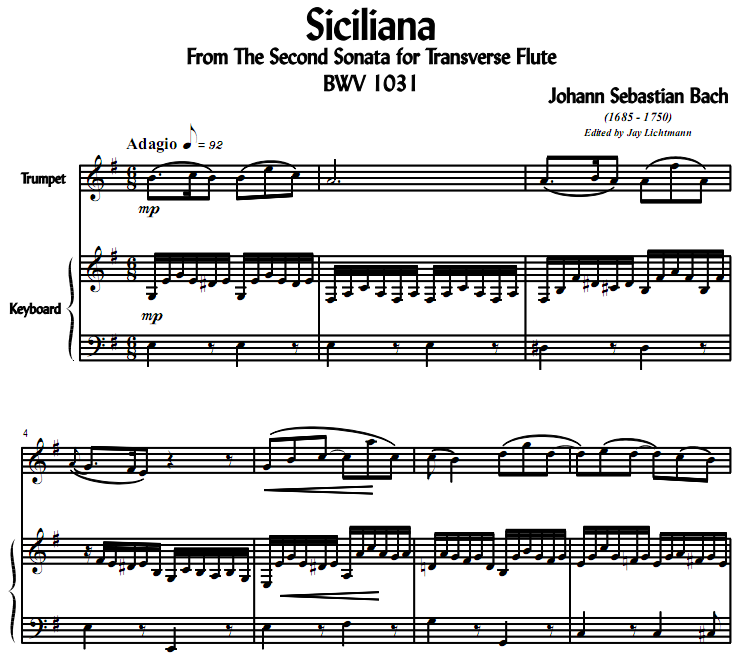
Début de la partition de la sicilienne, 2ème mouvement de la sonate BWV 1031

La Sonate en mi bémol majeur BWV 1031 pour flûte traversière et clavecin, comprend trois mouvements : 
- Allegro moderato
- Siciliano
- Allegro

Il n'y a aucun manuscrit original de cette sonate.
Certains musicologues[réf. nécessaire] estiment que cette pièce, du moins en partie, est écrite par Carl Philipp Emanuel Bach et un autre compositeur, Johann Joachim Quantz. L'auteur utilise le style galant qui était la voie à suivre dans les années 1730, avec une texture légère, des harmonies simples et des mélodies extraordinairement ornementées.
Cette sonate a été transcrite pour piano par Wilhelm Kempff.